# Amt Unterspreewald
Amt Unterspreewald (dolnołuż.  Amt Dolne Błota) – Amt w Niemczech, leżący w kraju związkowym Brandenburgia, w powiecie Dahme-Spreewald. Siedziba urzędu znajduje się w mieście Golßen.
W skład związku gmin wchodzi dziesięć gmin:
1. Bersteland
2. Drahnsdorf
3. Golßen
4. Kasel-Golzig
5. Krausnick-Groß Wasserburg
6. Rietzneuendorf-Staakow
7. Schlepzig (dolnołuż. Slopišća)
8. Schönwald
9. Steinreich
10. Unterspreewald

Powstał 1 stycznia 2013 z połączenia Amt Golßener Land z Amt Unterspreewald.